# چاتیرکول
چاتیرکول (به قرقیزی: Чатыр-Көл، چاتىر كۅل)(به روسی: Чатыр-Куль) یک دریاچهٔ کوهستانی با حوضهٔ بسته است که در کوهستان تیان‌شان در استان نارین قرقیزستان واقع شده‌است. این دریاچه در بخش پست‌تر فروافتادگی چاتیرکول در نزدیکی گردنهٔ مرزی توروگارت که به چین می‌رود، قرار گرفته‌است. نام چاتیرکول در زبان قرقیزی به معنی «دریاچهٔ سقف» است منظور از آن سقف آسمان است. در محدودهٔ دو کیلومتری پیرامون این دریاچه یک منطقهٔ حفاظت‌شده به نام قره‌تال-یاپیریک ایجاد شده‌است. دریاچهٔ چاتیرکول تنوع زیستی قابل توجهی دارد و فهرست تالاب‌های کنفرانس رامسر نیز ثبت شده‌است.
آب دریاچهٔ چاتیرکول به رنگ سبز مایل به زرد با شفافیت دید تا ۴ متر است. تعادل منفی ورود آب دریاچه در دهه‌های گذشته باعث کاهش سطح دریاچه شده‌است.

## آب‌وهوا
میانگین سالانهٔ دما در حوضهٔ دریاچهٔ چاتیرکول منفی ۵٫۶ درجهٔ سانتی‌گراد است. میانگین دما در ژانویه منفی ۲۲ و در ماه ژوئیه ۷٫۱ درجهٔ سانتی‌گراد است. بیشینهٔ دما در تابستان ۲۴ درجه بالای صفر و کمینهٔ دما در زمستان منفی ۵۰ درجهٔ سانتی‌گراد است. بارش سالانهٔ حوضهٔ دریاچهٔ چاتیرکول ۲۰۸–۲۶۹ میلی‌متر است که ۸۸ تا ۹۰ درصد آن در تابستان رخ می‌دهد. از ماه اکتبر تا پایان آوریل دریاچه یخ می‌بندد و ضخامت یخ به ۰٫۲۵–۱٫۵ متر می‌رسد.